# Chiliostigma
Chiliostigma is een geslacht van weekdieren uit de klasse van de Gastropoda (slakken).

## Soorten
- Chiliostigma obsoleta (Hoernes, 1856) †
- Chiliostigma refugium (Melvill, 1918)
- Chiliostigma tumida Faber & Moolenbeek, 2014